# ملاكمة رجال
ملاكمة رجال (بالإنجليزية: Men Boxing) هو فيلم أبيض وأسود أمريكي قصير صامت صدر عام 1891، أنتجه وأخرجه ويليام ديكسون وويليام هيز لصالح شركة إديسون للتصنيع ، ويضم اثنين من موظفي إديسون يرتديان قفازات الملاكمة، متظاهرين بالمبارزة في حلبة الملاكمة. تم تصوير الفيلم بين مايو يونيو عام 1891، في مبنى التصوير الفوتوغرافي لمختبر إديسون في ويست أورانج، نيو جيرسي ، تم الاحتفاظ بطبعة في أرشيف الأفلام بمكتبة الكونغرس الأمريكية كجزء من مجموعة جوردون هندريكس.

## روابط خارجية
- ملاكمة رجال  في قاعدة بيانات الأفلام على الإنترنت (بالإنجليزية)
- ملاكمة رجال متوفر للتحميل المجاني على أرشيف الإنترنت
- Men Boxing على يوتيوب